# 袁道先
袁道先（1933年8月24日—），中国地质学家。

## 生平
出生于浙江诸暨。1952年毕业于南京地质探矿专科学校。1991年当选为中国科学院学部委员(院士)。国土资源部岩溶地质研究所研究员。曾任国土资源部岩溶地质研究所所长。